# Faranah (region)

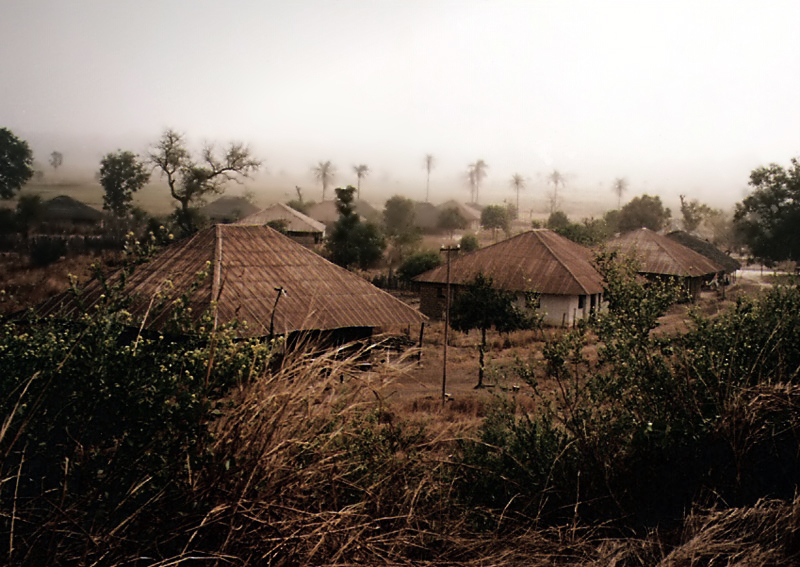

Faranah är en region i Guinea. Den ligger i den centrala delen av landet, 300 km öster om huvudstaden Conakry. Antalet invånare är 942 733. Arean är 35 581 kvadratkilometer. Faranah gränsar till Kankan, Nzérékoré, Mamou och Labé. 
Faranah delas in i:
- Kissidougou
- Faranah
- Dinguiraye
- Dabola